# Annemarie Collin
Annemarie Collin (* 4. April 1913; † 1992) war eine deutsche Schauspielerin, Synchron- und Hörspielsprecherin.

## Leben
Erste Informationen über die 1913 geborene Schauspielerin Annemarie Collin stammen aus den Jahren 1935 und 1936, als sie in Dessau und Heidelberg auf der Bühne stand. Nach dem Zweiten Weltkrieg fand sie sofort eine Anstellung an der neu gegründeten Städtischen Bühne Quedlinburg. Nach mehreren Jahren wechselte sie zum Deutschen Nationaltheater Weimar und von dort an das Städtische Theater Leipzig, wo sie über 20 Jahre auf der Bühne stand. Mit ihrer Stimme wirkte sie für den Rundfunk der DDR und für Synchronarbeiten der DEFA. Für Spielfilme der DEFA sowie Produktionen des Deutschen Fernsehfunks stand sie mehrfach vor der Kamera.
Annemarie Collin starb 1992.

## Filmografie
- 1965: Engel im Fegefeuer
- 1966: Der Staatsanwalt hat das Wort: Tote Seelen (Fernsehreihe)
- 1969: Drei von der K (Fernsehserie, 1 Episode)
- 1971: Zollfahndung (Fernsehserie, 1 Episode)
- 1987: Bebel und Bismarck (Fernseh-Dreiteiler)

## Theater
- 1935: Heinrich von Kleist: Das Käthchen von Heilbronn – Regie: Herbert Henze (Friedrich-Theater Dessau)
- 1936: Maximilian Böttcher: Krach im Hinterhaus – Regie: Martin Baumann (Theater Heidelberg)
- 1945: Johann Wolfgang von Goethe: Iphigenie auf Tauris (Iphigenie) – Regie: Ulrich Velten (Gaststätte Prinz Heinrich, Quedlinburg)
- 1948: Friedrich Schiller: Don Carlos (Königin) – Regie: Catharina Reichert (Städtische Bühne Quedlinburg)
- 1950: Friedrich Schiller: Wilhelm Tell (Hedwig) – Regie: Richard Ulrich (Bergtheater Thale)
- 1951: George Bernard Shaw: Die heilige Johanna (Johanna) – Regie: Ulrich Velten (Bergtheater Thale)
- 1952: Howard Fast: Dreißig Silberlinge – Regie: Helfried Schöbel (Deutsches Nationaltheater Weimar)
- 1954: Maxim Gorki: Dostigajew und andere (Warwara) – Regie: Maxim Vallentin (Maxim-Gorki-Theater Berlin)
- 1959: Aristophanes: Lysistrata – Regie: Rudi Kurz (Städtische Theater Leipzig – Kammerspiele)
- 1959: Slatan Dudow/Michael Tschesno-Hell: Der Hauptmann von Köln – Regie: Rudi Kurz (Städtische Theater Leipzig – Schauspielhaus)
- 1960: Bertolt Brecht: Der kaukasische Kreidekreis – Regie: Heinrich Voigt (Städtische Theater Leipzig – Schauspielhaus)
- 1961: Ludwig Achtel: Karriere N (Kleinbürgerin Carthier) – Regie: Johannes Curth (Städtische Theater Leipzig)
- 1961: Arthur Miller: Tod eines Handlungsreisenden (Linda) – Regie: Hans Michael Richter (Städtische Theater Leipzig)
- 1962: Gerhart Hauptmann: Fuhrmann Henschel – Regie: Johannes Curth (Städtische Theater Leipzig – Kammerspiele)
- 1963: Molière: George Dandin – Regie: Peter Fischer (Städtische Theater Leipzig – Kammerspiele)
- 1964: Max Frisch: Biedermann und die Brandstifter – Regie: Peter Fischer (Städtische Theater Leipzig – Kammerspiele)
- 1964: Kurt Tucholsky: Schloß Gripsholm – Regie: Hans Michael Richter (Städtische Theater Leipzig – Kammerspiele)
- 1964: Henrik Ibsen: Peer Gynt (Aase) – Regie: Karl Kayser (Städtische Theater Leipzig – Schauspielhaus)
- 1966: Fritz Hochwälder: Der Himbeerpflücker (Burgerl) – Regie: Hans Michael Richter (Städtische Theater Leipzig – Kammerspiele)
- 1967: Bertolt Brecht: Pauken und Trompeten – Regie: Hans Michael Richter (Städtische Theater Leipzig – Schauspielhaus)
- 1969: Horst Salomon: Ein Lorbaß – Regie: Gotthard Müller (Städtische Theater Leipzig – Schauspielhaus)
- 1972: Carl Sternheim: Der Snob – Regie: Gotthard Müller (Städtische Theater Leipzig – Kammerspiele)
- 1981: Wladimir Tendrjakow: Die Abrechnung – Regie: Peter Röll (Städtische Theater Leipzig – Kellertheater)
- 1985: Árpád Göncz: Ungarische Medeia (Amme) – Regie: Ekkehard Dennewitz (Städtische Theater Leipzig – Kellertheater)

## Hörspiele
- 1969: Brendan Behan: Die Gartenparty (Mrs. Cormody) – Regie: Walter Niklaus (Kurzhörspiel – Rundfunk der DDR)
- 1970: Jakow Segel: Ich esse einen süßen Apfel oder Telefongespräche – Regie: Günter Bormann (Kurzhörspiel – Rundfunk der DDR)
- 1970: Hans Siebe: Schwarze Scalare (Frau Räder) – Regie: Walter Niklaus (Kriminalhörspiel – Rundfunk der DDR)
- 1971: Dimitar Dimoff/Horst Heitzenröther: Tabak (Frau Morew) – Regie: Walter Niklaus (Hörspiel, Teil 1 und 4 – Rundfunk der DDR)
- 1972: Štefan Kasarda: Die Träume kommen aus der Stadt (Nachbarin) – Regie: Horst Liepach (Hörspiel – Rundfunk der DDR)
- 1972: Heinrich Böll: Die Spurlosen (Frl. Trichahn) – Regie: Peter Gröger (Hörspiel – Rundfunk der DDR)
- 1974: Gerd Bieker: Ich bin ein Service-Trupp – Regie: Günter Bormann (Kinderhörspiel aus der Reihe Paule-Geschichten – Rundfunk der DDR)
- 1975: Anne Ranasinghe: Die leere Straße (Podinona) – Regie: Hannelore Solter (Hörspiel – Rundfunk der DDR)
- 1975: Inge Meyer: Was wird aus Angela? (Frau Winter) – Regie: Fritz Göhler (Hörspiel aus der Reihe Tatbestand – Rundfunk der DDR)
- 1976: Gerhard Rentzsch: Jugendweihe (Oma) – Regie: Walter Niklaus (Hörspiel – Rundfunk der DDR)
- 1976: Achim Scholz: Fehlrechnung (Oma von Fröschke) – Regie: Klaus Zippel (Kriminalhörspiel – Rundfunk der DDR)
- 1977: Linda Teßmer: Das Handikap (Frau Mekelnburg) – Regie: Klaus Zippel (Kriminalhörspiel/Kurzhörspiel – Rundfunk der DDR)
- 1977: Agatha Christie: Im letzten Augenblick (Mrs. Hopkins) – Regie: Klaus Zippel (Kriminalhörspiel/Kurzhörspiel – Rundfunk der DDR)
- 1978: Heinz-Jürgen Zierke: Vater wird Held (Frau Grollmann) – Regie: Klaus Zippel (Kinderhörspiel – Rundfunk der DDR)
- 1978: Nikolai Gogol: Die Nacht vor Weihnachten – Regie: Günter Bormann (Kinderhörspiel – Rundfunk der DDR)
- 1979: Volkstext: Lasse mein Knecht – Regie: Annegret Berger (Kinderhörspiel – Rundfunk der DDR)
- 1979: Sandor Török: Die Reise nach Pfefferland (Oma) – Regie: Annegret Berger (Kinderhörspiel/Kurzhörspiel – Rundfunk der DDR)
- 1980: Frane Punter: Der Apfel (Urgroßmutter) – Regie: Ingeborg Medschinski (Kinderhörspiel – Rundfunk der DDR)
- 1983: Joachim Brehmer: Hans im Glück (Nachbarin) – Regie: Achim Scholz (Hörspiel – Rundfunk der DDR)
- 1983: Rolf Gozell: Der Recke Kramatora (alte Frau) – Regie: Klaus Zippel (Kinderhörspiel – Rundfunk der DDR)
- 1984: Friedel Hohnbaum-Hornschuch: In einer Nacht im Mai (Kundin) – Regie: Annegret Berger (Kriminalhörspiel/Kurzhörspiel – Rundfunk der DDR)
- 1987: Barbara Neuhaus: Der Kunstfehler (Oma Nippel) – Regie: Klaus Zippel (Kriminalhörspiel/Kurzhörspiel – Rundfunk der DDR)